# ラーマ川
ラーマ川（ラーマがわ、ラマ川、ロシア語: Ла́ма, ラテン文字表記: Lama）は、ロシアのモスクワ州およびトヴェリ州を流れる河川で、ヴォルガ川の右支流ショーシャ川の支流。長さは139キロメートル、流域面積は2,400平方キロメートル。11月には凍結が始まり、3月末から4月初めにかけて氷が解ける。
歴史的にラーマ川は、ノヴゴロドからヴォルガ上流を経てモスクワやリャザンへ至る内陸水路の一部として重要であった。ヴォルガを下った小舟はショーシャ川からラーマ川へ入り、ラーマ川沿いの町ヴォロコラムスクで舟と荷物を川から揚げて運んで丘を越え、数キロ先のモスクワ川上流で再び船を浮かべた。ヴォロコラムスクは12世紀から交易上重要な町であった。